# Google Desktop
Google Desktop was een gratis softwarepakket van Google Inc. voor Microsoft Windows, Mac OS X en Linux. Het werd door Google de zoekoplossing genoemd voor desktop-gebruikers. Dit programma zoekt alleen op de computer en is net als Google zelf een webgebaseerde applicatie. De gegevens worden niet naar Google of het internet verzonden. Google Desktop houdt bij welke websites bezocht zijn op de computer en registreert ook waar documenten zijn opgeslagen.

## Zoekgegevens
Google Desktop kan de volgende gegevens doorzoeken:
- AOL Instant Messenger
- Microsoft Office Outlook
- Microsoft Office Word
- Microsoft Office Excel
- Microsoft Office PowerPoint
- Microsoft Outlook Express
- Mozilla Firefox
- Mozilla Thunderbird
- Netscape mail
- Netscape
- Windows Internet Explorer
- Afbeeldingen
- Audiobestanden
- pdf-bestanden
- Videobestanden
- Zipbestanden

Met behulp van diverse plug-ins kan de lijst van ondersteunde bestandsformaten in Google Desktop worden uitgebreid. Met een plug-in kunnen bijvoorbeeld Yahoo! Messenger-gesprekken worden geïndexeerd.
Met de instellingen van dit programma kan gekozen worden welke bestanden het programma mag en moet doorzoeken en indexeren. De zoekfunctie kan worden geblokkeerd zodat andere gebruikers niet op de computer kunnen zoeken, om dan weer te kunnen zoeken moet de desktop worden ontgrendeld door middel van het ingeven van het wachtwoord.

## Zijbalk
In Google Desktop zit ook de Google-zijbalk. De zijbalk kan worden geactiveerd door instellingen te veranderen en de gebruiker kan zelf bepalen welke informatie de zijbalk weergeeft. De balk is zwevend, vast en uitklapbaar te gebruiken. Enkele gadgets van de zijbalk zijn:
- accumeter
- agenda
- boter-kaas-en-eieren, en andere minigames
- gadgets, zoals een bloempot
- RSS-feeds voor nieuws
- weerbericht
- zoekfunctie door verschillende websites, zoals vandale.nl

## Beëindigd
De ontwikkeling van Google Desktop is sinds 2 september 2011 stopgezet. Google stelt sindsdien geen downloads meer beschikbaar.